# 舊丘德尼夫西卡古塔
50°12′30″N 28°7′33″E / 50.20833°N 28.12583°E
舊丘德尼夫西卡古塔（烏克蘭語：Старочуднівська Гута），是烏克蘭北部的村莊，隸屬日托米爾州的日托米爾區。該村始建於1786年，面積164.2平方公里，海拔高度235米，2023年人口353。